# Siwkowo
Siwkowo – kolonia w Polsce położona w województwie zachodniopomorskim, w powiecie stargardzkim, w gminie Stargard. 
Miejscowość wchodzi w skład sołectwa Warchlinko.
W latach 1975–1998 miejscowość administracyjnie należała do województwa szczecińskiego.